# Laurent Fréchuret
Laurent Fréchuret, né à Saint-Étienne, est un auteur, comédien et metteur en scène de théâtre français. Fondateur du Théâtre de l’Incendie, il conçoit le théâtre comme un art collectif ,, « un espace de dialogue et de partage ».

## Biographie
Laurent Fréchuret est comédien depuis sept ans lorsque la lecture du Molloy de Beckett lui inspire le désir de porter ce roman à la scène. Depuis Saint-Étienne, il sollicite alors de Jérôme Lindon, directeur des Éditions de Minuit et exécuteur testamentaire du droit moral de l'auteur, l'autorisation d'adapter les romans de Beckett pour le théâtre. Il persévère pendant un an dans sa demande avant d'être reçu par Jérôme Lindon et d'obtenir de lui cette autorisation.

### Théâtre de l'Incendie (1994-2004)
Beckett est ainsi l'un des premiers auteurs dont des œuvres seront représentées par le Théâtre de l’Incendie, compagnie que Laurent Fréchuret fonde en 1994 à Saint-Étienne et qui se donne pour projet de servir « le poème et les voix humaines ».
Avec le Théâtre de l'Incendie, Laurent Fréchuret met également en scène des textes de Cioran, Burroughs, Genet, Copi, Edward Bond ou Lewis Carroll.
Il aime lire dans leur entier  les œuvres des auteurs dont il met les textes en scène et connaître autant que possible leurs vies et leurs univers : 50 Comas, proposé en 1999 par le Théâtre de l'Incendie, est  ainsi créé à partir des trente volumes écrits par Antonin Artaud.
De 1998 à 2004, Laurent Fréchuret et le Théâtre de l'Incendie sont en résidence au Théâtre de Villefranche-sur-Saône.
La critique théâtrale parisienne découvre son travail en 2002 avec L'Uruguayen et La Pyramide de Copi, à la Cartoucherie.

### Théâtre de Sartrouville (2004-2012)
En 2004, il est nommé codirecteur du Théâtre de Sartrouville, aux côtés de Claude Sévenier. La première œuvre qu'il met en scène  dans ce théâtre créé en 1966 et devenu centre dramatique national en 2001 est Calderón, de Pasolini.
C'est à partir de 2006 que Laurent Fréchuret assumera seul la direction du centre dramatique national.
Il va à la rencontre des habitants de Sartrouville en montant des chantiers théâtraux, en élargissant le public du festival Odyssée en Yvelines et s'emploie à faire du centre dramatique une « véritable maison de création » en y créant une permanence artistique (3 comédiens permanents rejoignent l'équipe du théâtre : Nine de Montal, Elya Birman et Philippe Barronnet), en le dotant d'une grande salle de répétition et d'une deuxième salle pour les représentations.

#### Chantiers théâtraux
En juin 2004 il lance le premier d'une série de chantiers théâtraux destinés à ouvrir le théâtre à la population et qui auront lieu tous les deux ans. Ces chantiers, dont il parle comme de « mêlées poétiques », réunissent pendant toute une saison des artistes et de nombreux habitants de tous âges pour créer une œuvre collective :
- Escadron Shakespeare en 2005 (150 habitants de Sartrouville et des alentours montent sur scène) ;
- Je me souviens en 2007 (une centaine d'habitants participent à un travail d'écriture collective qui prend appui sur leurs souvenirs ; l'adaptation de ce travail à la scène est jouée devant 1500 personnes) ;
- Œdipe etc. en 2009 (150 habitants, âgés de 6 à 80 ans, forment un chœur pour une adaptation de l’Œdipe roi de Sophocle qui associe théâtre, musique, danse, cirque, cinéma et vidéo[12]) ;
- Liberté, Égalité, Fraternité en 2011 (chantier sur la devise républicaine dirigé par Anna Nozière, Laurent Brethome et Kheireddine Lardjam) ;
- Les Veillées, en 2013 (spectacle issu de la rencontre de Guy Alloucherie et des « veilleurs » de la compagnie Hendrick Van Der Zee avec les habitants de Sartrouville).

#### Permanence artistique
En janvier 2010, Laurent Fréchuret, qui souhaite que des artistes puissent travailler de façon permanente dans un théâtre qu'il veut « maison de création de service public » accueille Nine de Montal, Elya Birman et Philippe Baronnet qui sont engagés à temps plein comme comédiens.

#### Extension du théâtre
En mai 2012 il voit, avec le début des travaux, aboutir un projet qu'il a défendu pendant huit ans pour que le théâtre puisse assurer durablement sa mission de création théâtrale : la création d'une deuxième salle (260 places) et d'une grande salle de répétition (200 m2 environ) réunies dans une extension dessinée par l'architecte Karine Herman.

### Théâtre de l'Incendie (2013)
Après avoir dirigé, du 1er janvier 2004 au 31 décembre 2012, le Théâtre de Sartrouville et des Yvelines, centre dramatique national, Laurent Fréchuret relance le Théâtre de l'Incendie en 2013 en mettant en scène Richard III avec Dominique Pinon dans le rôle-titre, En attendant Godot et Fin de Partie de Beckett, Les Présidentes de Schwab, Ervart de Hervé Blutsch, Les Chroniques martiennes de Ray Bradbury, Les écrits de Rimbaud, ... Il poursuit le travail de Laboratoire au long cours sur les auteurs vivants avec créations, lectures et ateliers en compagnie de Blandine Costaz, William Pellier, Hervé Blutsch, Lolita Monga, Rémi de Vos, Daniel Keene, Sufo Sufo, Carole Fréchette, Simon Grangeat...
Laurent Fréchuret est membre du comité de lecture du Théâtre du Rond-Point depuis 2013, et membre du comité de lecture Convergence plateau (écritures dramatiques francophones) depuis 2021. Il est également membre du jury du Prix Jacques-Scherer.
De 2020 à 2022, il est artiste associé au Théâtre de Saint-Nazaire – Scène Nationale
Depuis 2020, il est artiste associé au Centre culturel de La Ricamarie - Scène Conventionnée.
En 2024, le Théâtre de l'Incendie aménage et anime BELLEVUE - Lieu d'inventions artistiques partagé à Saint-Etienne.

## Théâtre

### Mise  en scène
- 1990 : Mistero Buffo de Dario Fo
- 1993 : Molloy d'après Samuel Beckett
- 1995 : La Reconstitution de Bernard Noël
- 1995 : Solo de Samuel Beckett
- 1996 : Alices d'après Lewis Carroll
- 1996 : Haute Surveillance de Jean Genet
- 1996 : Malone meurt d'après Samuel Beckett
- 1997 : L'innommable d'après Samuel Beckett
- 1997 : Tournée de la Trilogie Beckett (Molloy - Malone meurt - L'innommable)
- 1998 : Insomnies d'après Cioran
- 1999 : 50 Comas d'après Antonin Artaud
- 2000 : Ici (apparitions) de Laurent Fréchuret
- 2000 : Oh les beaux jours de Samuel Beckett
- 2000 : Rouge, noir et ignorant de Edward Bond à l'Odéon antique de Lyon
- 2001 : Interzone d'après William Burroughs, Comédie de Saint-Étienne, Théâtre de la Cité internationale
- 2002 : L'Uruguayen et La Pyramide de Copi, Théâtre de l'Épée de Bois
- 2003 : Le Mal rouge et or d'après Jean Cocteau, avec Anna Prucnal -Théâtre Les Ateliers, Lyon
- 2004 : Calderón de Pier Paolo Pasolini, Théâtre de Sartrouville
- 2005 : Snarks d'après La Chasse au Snark et autres écrits de Lewis Carroll, Théâtre de Sartrouville
- 2005 : Alices d'après Lewis Carroll, nouvelle création au Théâtre de Sartrouville
- 2005 : Confidences sur l'amour et les galaxies d'après Alan Bennett, Dario Fo, Franca Rame, Serge Valletti, Théâtre de Sartrouville
- 2006 : La Petite Chronique d'Anna Magdalena Bach d'Esther Meynell, Théâtre de Sartrouville
- 2006 : Cabaret de curiosités d'après Antonin Artaud, Pierre Bourdieu, et 30 autres auteurs... Théâtre de Sartrouville
- 2006 : Jamais avant de François Cervantès, Théâtre de Sartrouville
- 2007 : Le Roi Lear de William Shakespeare, Théâtre de Sartrouville
- 2008 : Le Drap d'Yves Ravey, avec Hervé Pierre - Théâtre de Sartrouville - Comédie française (Studio et Théâtre du Vieux-Colombier)
- 2009 : Harry et Sam de Dorothée Zumstein, Théâtre de Sartrouville
- 2009 : Médée d'Euripide, Théâtre de Sartrouville
- 2010 : Le Diptyque du rat : Une trop bruyante solitude d'après Bohumil Hrabal avec Thierry Gibault et La Pyramide de Copi, Théâtre de Sartrouville
- 2010 : Embrassons-nous, Folleville ! d'Eugène Labiche, Théâtre de Sartrouville
- 2010 : Sainte dans l'incendie de Laurent Fréchuret, avec Laurence Vielle - Maison de la Poésie et en tournée neuf ans durant
- 2011 : L'éducation de Malika, Paul Bowles - Lecture-spectacle avec Josiane Stoléru, Nine de Montal
- 2011 : À portée de crachat de Taher Najib, avec Mounir Margoum - Théâtre de Sartrouville
- 2011 : L'Opéra de quat'sous de Bertolt Brecht et Kurt Weill, Théâtre de Sartrouville
- 2012 : Expérience théâtre et Cinéma : Avec Tête d'Or de Paul Claudel
- 2012 : Ouz, de Gabriel Calderon (mise en espace)
- 2013 : Richard III de William Shakespeare, Théâtre de l'incendie
- 2014 : Tous ceux qui tombent, création d'un livre-disque de la pièce radiophonique de Samuel Beckett, avec les Editions de Minuit
- 2015 : En attendant Godot de Samuel Beckett
- 2016 : Revenez demain de Blandine Costaz, Théâtre du Rond Point, Espace des arts de Chalon-sur-Saône
- 2016 : Les Présidentes de Werner Schwab, Théâtre Le Public Bruxelles
- 2017 : Une oreille dans l'incendie, création d'un double disque (1- C'est l'histoire d'une oreille & 2 - Sainte dans l'incendie) édité chez Inouïe Distribution
- 2018 : Cabaret Pasolini (d'après l'œuvre de P.P.Pasolini, avec les élèves du conservatoire régional de Lyon)
- 2018 : Ervart ou les derniers jours de Frédéric Nietzsche de Hervé Blutsch (Comédie de St Etienne et Théâtre du Rond-point - Paris, et tournée)
- 2019 : Qu'est-ce que le théâtre ? de Hervé Blutsch (Résidence de création au Collège Puits de la Loire à Saint-Étienne et tournée dans  les collèges de la Loire)
- 2019 : Des ravines, une histoire d'une île de Lolita Monga (Création en résidence à la Cité des arts de Saint-Denis de la Réunion et tournée)
- 2019 : Martien Martienne, d'après Les chroniques martiennes de Ray Bradbury (théâtre musical avec les Percussions claviers de Lyon et Scenocosme arts numériques)
- 2020 : Le testament du Curé Meslier - Lecture-spectacle avec Alain Libolt
- 2020 : Le pied de Rimbaud d'après Un cœur sous une soutane, la lettre du voyant et des poèmes d'Arthur Rimbaud, avec Maxime Dambrin
- 2021 : Les Présidentes de Werner Schwab, nouvelle mise en scène, création Avignon 21.
- 2021 : Vingt-quatre heures de la vie d'une femme, d'après Stefan Zweig, (théâtre musical avec le SYlf Symphonie Loire Forez, Gilles Chabrier et Emmanuelle Bertrand)
- 2021 : Trois femmes et la pluie, de Rémi De Vos, Carole Fréchette, Daniel Keene, (Cie Lolita Monga - La Réunion)
- 2022 : Nés du signe, de Sufo Sufo - Exploration et jeu - Guinée Conakry - Festival l'Univers des mots
- 2022 : L'Infâme de Simon Grangeat (Résidence de création au Lycée Testud - Chambon Feugerolle et au Collège Les Bruneaux à Firminy et tournée)
- 2023 : Fin de partie de Samuel Beckett
- 2024 : Cabaret Devos (avec les élèves du Conservatoire de Saint-Etienne)
- 2024 : Los Hijos - Les Enfants de Rémi De Vos (double création en espagnol et en français avec l’Ecole nationale de théâtre de Bolivie à Santa Cruz et le Conservatoire d'art dramatique de Saint-Etienne)
- 2025 : Vivante, adaptation d'après Je suis vivante de Simon Grangeat (théâtre musical avec le groupe Bab Assalam)
- 2025 : La remise de prix, d'après Mes prix Littéraires de Thomas Bernhard - avec jean-Claude Bolle-Reddat

### Opéra
- 2000 : La Colombe de Charles Gounod
- 2001 : L'écossais de Chatou de Léo Delibes
- 2001 : Le Viol de Lucrèce de Benjamin Britten, Opéra de Lyon
- 2010 : La Voix humaine de Francis Poulenc et Jean Cocteau, Opéra-théâtre de Saint-Étienne
- 2010 : Le Château de Barbe-Bleue de Béla Bartók d'après Charles Perrault, Opéra-théâtre de Saint-Étienne
- 2014 : Werther, Opéra de Jules Massenet, Opéra théâtre de Saint-Étienne
- 2024 : Les pêcheurs de perles de Georges bizet, Opéra de Saint-Etienne

### Auteur
- Sainte dans l'incendie (2011)

## Publication
: document utilisé comme source pour la rédaction de cet article.
- Laurent Fréchuret, Habiter un théâtre : inventer et partager un Centre dramatique national à Sartrouville, 2004-2012, Besançon, Les Solitaires Intempestifs, 2012, 206 p. (ISBN 978-2-84681-358-7)